# Föranslutningsstöd
Föranslutningsstöd är ett stöd som Europeiska unionen tillhandahåller kandidatländer och potentiella kandidatländer för att de ska kunna förbereda sig och anpassa sig till det kommande medlemskapet i unionen. Sedan 2007 finns det ett enda stöd, i form av Instrumentet för stöd inför anslutningen (Instrument for Pre-Accession Assistance, IPA). Fram till och med 2006 fanns det tre stycken föranslutningsstöd: Phare, ISPA och Sapard.